# St. Ingbert
St. Ingbert település Németországban, azon belül Saar-vidék tartományban. Lakosainak száma 35 059 fő (2023. december 31.). St. Ingbert Mandelbachtal és Blieskastel községekkel határos.

## Népesség
A település népességének változása:
| Lakosok száma | 43 263 | 36 069 | 35 951 | 35 714 | 34 971 | 35 216 | 35 059 | 35 046 |
|               | 1975   | 2016   | 2017   | 2019   | 2021   | 2022   | 2023   | 2024   |